# Västra Hargs distrikt
Västra Hargs distrikt är ett distrikt i Mjölby kommun och Östergötlands län. 
Distriktet ligger söder om Mjölby. 

## Tidigare administrativ tillhörighet
Distriktet inrättades 2016 och utgörs av socknen Västra Harg i Mjölby kommun.
Området motsvarar den omfattning Västra Hargs församling hade vid årsskitet 1999/2000.